# 小行星3861
小行星3861（3861 Lorenz）是一颗围绕太阳公转的小行星。1910年3月30日，約瑟夫·亨弗里奇在海德堡发现了此天体。
这颗小行星的绝对星等为343.1217140613062等。